# Albert Austin
Albert Austin (Birmingham, Warwickshire, 13 de dezembro de 1882 – North Hollywood, Califórnia, 17 de agosto de 1953) foi um ator, diretor e roteirista britânico na era do cinema mudo, ativo entre as décadas de 1912 e 1930. Foi parceiro de confiança de Charlie Chaplin.
Ele era o irmão do ator William Austin.

## Filmografia selecionada
- Luzes da Cidade (1931)
- O Circo (1928)
- The Gold Rush (1925)
- Pay Day (1922)
- The Kid (1921)
- The Professor (1919)
- Shoulder Arms (1918)
- The Bond (1918)
- Triple Trouble (1918)
- A Dog's Life (1918)
- The Adventurer (1917)
- The Immigrant (1917)
- The Cure (1917)
- Easy Street (1917)
- The Rink (1916)
- Behind the Screen (1916)
- The Pawnshop (1916
- The Count (1916)
- One A.M. (1916)
- The Vagabond (1916)
- The Fireman (1916)
- The Floorwalker (1916)